# Lijst van rijksmonumenten in Maastricht/Sint Pieterstraat
Een overzicht van de 19 rijksmonumenten in de stad Maastricht gelegen aan of bij de Sint Pieterstraat.
| Object | Oorspronkelijke functie?  | Bouwjaar                        | Architect        | Locatie              | Coördinaten?                  | Nr.?   | Afbeelding        |
| --- | ------------------------- | ------------------------------- | ---------------- | -------------------- | ----------------------------- | ------ | ----------------- |
| Franciscanenkerk en -klooster / Oude Minderbroederskerk                                                    | Kerk en kerkonderdeel     | Vanaf 1485                      |                  | Sint Pieterstraat 5  | 50° 50' 45" NB, 5° 41' 34" OL | 27477  | Meer afbeeldingen |
| Waalse kerk                                                                                                | Kerk en kerkonderdeel     | 1732-1733                       | Nicolas Comhaire | Sint Pieterstraat 6  | 50° 50' 46" NB, 5° 41' 32" OL | 27478  | Meer afbeeldingen |
| Huis met lijstgevel in de trant der zgn. Maaslandse renaissance. Gevelsteen met zwaan IN DEN AOUDEN SWAEN. | Gebouw                    | 17e eeuw (huis), 18e eeuw (pui) |                  | Sint Pieterstraat 15 | 50° 50' 43" NB, 5° 41' 33" OL | 27479  | Meer afbeeldingen |
| Huis met gepleisterde lijstgevel.                                                                          | Gebouw                    | 19e eeuw                        |                  | Sint Pieterstraat 17 | 50° 50' 43" NB, 5° 41' 33" OL | 27480  | Meer afbeeldingen |
| Huisje met lijstgevel.                                                                                     | Gebouw                    | 18e eeuw                        |                  | Sint Pieterstraat 18 | 50° 50' 45" NB, 5° 41' 32" OL | 27481  | Meer afbeeldingen |
| Huis met lijstgevel.                                                                                       | Gebouw                    | eerste helft 19e eeuw           |                  | Sint Pieterstraat 19 | 50° 50' 43" NB, 5° 41' 32" OL | 27482  | Meer afbeeldingen |
| Huis met lijstgevel.                                                                                       | Gebouw                    | 18e - 19e eeuw                  |                  | Sint Pieterstraat 21 | 50° 50' 43" NB, 5° 41' 32" OL | 27483  | Meer afbeeldingen |
| Huis met lijstgevel.                                                                                       | Gebouw                    |                                 |                  | Sint Pieterstraat 26 | 50° 50' 44" NB, 5° 41' 32" OL | 27484  | Meer afbeeldingen |
| Huis met lijstgevel.                                                                                       | Gebouw                    | eerste helft 19e eeuw           |                  | Sint Pieterstraat 28 | 50° 50' 44" NB, 5° 41' 32" OL | 27485  | Meer afbeeldingen |
| Leeuwenmolen                                                                                               | Industrie- en poldermolen | 16e eeuw/18e eeuw               |                  | Sint Pieterstraat 29 | 50° 50' 40" NB, 5° 41' 31" OL | 27486  | Meer afbeeldingen |
| Huis met lijstgevel. Over de Jeker een gemetselde boogbrug.                                                | Gebouw                    | 18e eeuw                        |                  | Sint Pieterstraat 31 | 50° 50' 40" NB, 5° 41' 30" OL | 27487  | Meer afbeeldingen |
| Poortwachterswoning                                                                                        | Dienstwoning              | 18e eeuw (verbouwd ca. 1900)    |                  | Sint Pieterstraat 37 | 50° 50' 40" NB, 5° 41' 29" OL | 506720 | Meer afbeeldingen |
| Huis met lijstgevel.                                                                                       | Woonhuis                  |                                 |                  | Sint Pieterstraat 38 | 50° 50' 43" NB, 5° 41' 32" OL | 27488  | Meer afbeeldingen |
| Huis met lijstgevel Gevelsteen met zeilschip ANNO AU BATAUK 1773.                                          | Woonhuis                  | 1773                            |                  | Sint Pieterstraat 40 | 50° 50' 43" NB, 5° 41' 32" OL | 27489  | Meer afbeeldingen |
| Huis met lijstgevel.                                                                                       | Gebouw                    | 18e eeuw                        |                  | Sint Pieterstraat 42 | 50° 50' 43" NB, 5° 41' 32" OL | 27490  | Meer afbeeldingen |
| Huis met gevel in de trant der zgn. Maaslandse renaissance, eindigend in een hoofdgestel met consoles.     | Woonhuis                  | eerste helft 17e eeuw           |                  | Sint Pieterstraat 46 | 50° 50' 42" NB, 5° 41' 31" OL | 27491  | Meer afbeeldingen |
| Huis met lijstgevel van Naamse steen. Gevelsteen met weegschaal en IN DE OUDE WAEGH.                       | Woonhuis                  | 1714                            |                  | Sint Pieterstraat 48 | 50° 50' 42" NB, 5° 41' 31" OL | 27492  | Meer afbeeldingen |
| Huis met lijstgevel.                                                                                       | Gebouw                    | 1737                            |                  | Sint Pieterstraat 50 | 50° 50' 42" NB, 5° 41' 31" OL | 27493  | Meer afbeeldingen |
| Huis met lijstgevel.                                                                                       | Gebouw                    | eerste helft 18e eeuw           |                  | Sint Pieterstraat 52 | 50° 50' 42" NB, 5° 41' 31" OL | 27494  | Meer afbeeldingen |